# Oberea formosana
Oberea formosana är en skalbaggsart som beskrevs av Maurice Pic 1911. Oberea formosana ingår i släktet Oberea och familjen långhorningar.
Artens utbredningsområde är:
- Myanmar.
- Taiwan.

Inga underarter finns listade i Catalogue of Life.